# Pseudotrimezia itacambirae
Pseudotrimezia itacambirae är en irisväxtart som beskrevs av Pierfelice Ravenna. Pseudotrimezia itacambirae ingår i släktet Pseudotrimezia och familjen irisväxter. Inga underarter finns listade i Catalogue of Life.